# Ondřej Šebek
Ondřej Šebek (* 18. března 1972) je český manažer, od roku 2022 předseda Národní sportovní agentury, v letech 2018 až 2022 místostarosta městského obvodu Pardubice I, člen ODS.

## Život
Vystudoval obor management sportu na Fakultě tělesné výchovy a sportu Univerzity Karlovy v Praze (získal titul Mgr.).
Po studiu nastoupil v roce 1995 do pardubického hokejového klubu, kde postupně působil jako pracovník marketingu (1995 až 2001), obchodní manažer (2003 až 2011) a jako generální manažer (2012 až 2015). Za jeho působení na pozici generálního manažera se pardubický klub vždy probojoval do play off, klub po organizační stránce fungoval a ve dvou ze tří sezon vygeneroval kladný hospodářský výsledek.
V letech 2011 až 2012 pracoval na Českém svazu ledního hokeje (ČSLH) jako ředitel agentury PRO HOCKEY, v letech 2012 až 2016 byl také členem výkonného výboru ČSLH. V letech 2017 až 2019 byl provozně-ekonomickým manažerem hokejového klubu Dynama Pardubice. Od dubna 2020 je též místopředsedou představenstva akciové společnosti Rozvojový fond Pardubice.
V komunálních volbách v roce 2018 byl jakožto člen ODS zvolen zastupitelem městského obvodu Pardubice I. Navíc se stal v listopadu 2018 i místostarostou městského obvodu. Do pardubického zastupitelstva se však nedostal. Ve volbách v roce 2022 opět kandidoval do zastupitelstva městského obvodu za ODS, ale tentokrát již neuspěl (skončil jako první náhradník). Do pardubického zastupitelstva již vůbec nekandidoval.
Od května 2021 do listopadu 2022 byl předsedou Českého veslařského svazu. Na tuto funkci rezignoval na konci listopadu 2022, jelikož se od 1. prosince 2022 stal po Filipu Neusserovi novým předsedou Národní sportovní agentury.